# VfB Waldshut
Der Verein für Bewegungsspiele Waldshut 1910 e. V. (VfB Waldshut) ist ein Fußballverein in Waldshut-Tiengen.

## Geschichte
Die Anfänge des Fußballes in Waldshut liegen zu Beginn des 20. Jahrhunderts. Zunächst wurde am 24. September 1909 der FC Waldshut gegründet. Dieser existierte aber nur für kurze Zeit. Ein Jahr später folgte am 28. September 1910 die Gründung des VfB Waldshut.
Größere Veränderungen durchlebte der Verein in den 30er und 40er Jahren. Zunächst fusionierte der VfB Waldshut am 22. August 1930 mit dem Postsportverein (PSV) Waldshut zur Spielvereinigung 1910 Waldshut. Diese Fußballehe hielt aber nur einige Jahre. Am 24. September 1938 fand die Wiedergründung des VfB Waldshut statt. Bedingt durch den Zweiten Weltkrieg erfolgte im Sommer 1944 die Einstellung des Spielbetriebs.
Nach Kriegsende löste die französische Militärbehörde alle bestehenden Sportvereine auf. Dazu zählte auch der VfB Waldshut. Zu der Zeit war es üblich, dass die Mitglieder der aufgelösten Vereine eines Ortes sich zusammentun mussten, um einen neuen Verein zu gründen. Daher erfolgte am 8. April 1946 die Gründung des Sportverein Waldshut mit den Sportarten Fußball, Handball, Turnen, Leichtathletik und Skisport. Nach der Gründung der Bundesrepublik wurden in vielen Orten alte Vereine wiedergegründet. In Waldshut spaltete sich der TV Waldshut 1882 vom Sportverein Waldshut ab. In der Folge benannte sich im April 1950 der Sportverein Waldshut in VfB Waldshut um.
Unruhige Zeiten erlebte der Verein Ende der 60er. Am 11. Juli 1968 fand die Gründung des Verein der Sportfreunde Waldshut 1968 e. V. statt, der nun mit VfB und ESV Waldshut konkurrierte. Insbesondere die gemeinsame Stadionnutzung von VfB und Sportfreunden führte zu heftigen Diskussionen zwischen den beiden Vereinen und der Stadt. Im Alb Bote wurde sogar mit Rot-Weiß Waldshut ein vierter Verein angekündigt, bei dessen Ankündigung es aber blieb. Die Streitigkeiten fanden erst 1970 ihr Ende. Am 23. Januar 1970 beschließen VfB und Sportfreunde Waldshut die Fusion zum VfB-SF Waldshut mit Wirkung zur Spielzeit 1970/71. Die Presse ließ aber den Zusatz „-SF“ in der Regel weg. Die offizielle Rückbenennung in VfB Waldshut resultierte aus dem Jahr 1974.

## Erfolge
Den größten Erfolge sicherte sich der Verein 1940: Im Tschammerpokal 1940 (Vorgänger des DFB-Pokales) wirft der VfB Waldshut in den ersten drei Hauptrunden den FC Weil sowie die Gauligisten Freiburger FC und SC Freiburg aus dem Rennen. In der ersten Schlussrunde scheidet der VfB dann mit 0:8 am 25. August 1940 gegen die Stuttgarter Kickers aus. 2000 Zuschauer verfolgten das Spiel.
Nach 1945 spielte der Verein nie höher als in der 2. Amateurliga, die heute der Landesliga entspricht. Meist war er sogar in einer der Spielklassen auf Bezirksebene vorzufinden. Den sportlichen Tiefpunkt erlebte der VfB in der Spielzeit 2011/12, als er nur noch in der Kreisliga B mitwirkte. Darauf folgten zwei Aufstiege in Folge und damit die Rückkehr in die Bezirksliga.

## Statistiken und Rekorde
Im Folgenden sind die Spielklassen des Vereines ab 1950 angegeben:
VfB Waldhut:
- 1949/50 bis 1950/51 Bezirksklasse Oberrhein
- 1951/52 bis 1959/60 2. Amateurliga Südbaden
- 1960/61 bis 1972/73 A-Klasse Oberrhein
- 1973/74 bis 1974/75 2. Amateurliga Südbaden
- 1975/76 bis 1977/78 A-Klasse Oberrhein
- 1978/79 Bezirksliga Oberrhein
- 1979/80 Kreisliga A Oberrhein
- 1980/81 bis 1981/82 Bezirksliga Oberrhein
- 1982/83 bis 1988/89 Kreisliga A Oberrhein
- 1989/90 Bezirksliga Oberrhein
- 1990/91 bis 1990/91 Kreisliga A Oberrhein
- 1991/92 Bezirksliga Oberrhein
- 1992/93 bis 1997/98 Kreisliga A Oberrhein bzw. Hochrhein
- 1998/99 bis 2008/09 Bezirksliga Hochrhein
- 2009/10 bis 2011/12 Kreisliga A Hochrhein
- 2012/13 Kreisliga B Oberrhein
- 2013/14 Kreisliga A Hochrhein
- ab 2014/15 Bezirksliga Hochrhein
- 2015/16 bis 2023/24 Landesliga 2 Südbaden
- ab 2024/25 Bezirksliga Hochrhein

SF Waldshut:
- 1968/1969 C-Klasse Oberrhein
- 1969/1970 B-Klasse Oberrhein

Angegeben ist jeweils nur die erste Mannschaft. Bezirksklasse, A-Klasse und Bezirksliga stellt die oberste Spielklasse im Bezirk dar. Die Kreisliga A und B-Klasse sind die zweite Klasse im Bezirk. Die Kreisliga B und die C-Klasse sind die dritte Klasse im Bezirk.

## Bekannte Spieler
- Hans Strittmatter (FC Singen 04, Schwaben Augsburg, Karlsruher SC, FSV Frankfurt)
- Varol Tasar (FC Aarau, Servette FC)